# Goeblange
Goeblange (en luxemburguès:  Giewel; en alemany: Goeblingen) és una vila de la comuna de Koerich del districte de Luxemburg a unos 13 km de la ciutat de Luxemburg.

## Localització
Goeblange es troba a 321 m sobre el nivell de la mar a la carretera de Koerich a Capellen a l'encreuament amb la carretera de Septfontaines a Windhof. Encara que sigui una comunitat agrícola, s'està convertint cada vegada més una zona residencial al costat de Koerich.

## Història
Al bosc Miecher, aproximadament a 1 km al nord-est de la vila, s'han trobat extenses restes d'una comunitat agrícola romana. Dues grans vil·le] han estat excavades i reconstruïts els fonaments parcialment. A l'indret hi ha d'altres edificis i fortificacions que ara estan sent posats al descobert.
Plaques informatius al lloc expliquen que les vil·les probablement daten del segle primer, però s'han desenvolupat àmpliament al segle quart. La civilització romana aleshores prosperava a la zona a causa de la prosperitat de la ciutat imperial de Trèveris.